# ODBC
ODBC(Open DataBase Connectivity)는 마이크로소프트가 만든, 데이터베이스에 접근하기 위한 소프트웨어의 표준 규격으로, 각 데이터베이스의 차이는 ODBC 드라이버에 흡수되기 때문에 사용자는 ODBC에 정해진 순서에 따라서 프로그램을 쓰면 접속처의 데이터베이스가 어떠한 데이터베이스 관리 시스템에 관리되고 있는지 의식할 필요 없이 접근할 수 있다.
ODBC는 본래 1990년대 초 마이크로소프트가 개발하였고, 유닉스 및 메인프레임 분야에서 SQL 액세스 그룹이 표준화한 호출 수준 인터페이스(CLI)를 위한 기초가 되었다. ODBC는 CLI의 노고 중 일부로서 제거되었던 일부 기능들을 보유하였다. 온전한 ODBC는 나중에 해당 플랫폼으로 다시 이식되었으며 CLI 보다 상당히 더 잘 알려진 사실상의 표준이 되었다.

## 버전 역사
버전 역사는 다음과 같다.
- 1.0: 1992년 9월 출시[2]
- 2.0: (대략) 1994년
- 2.5
- 3.0: (대략) 1995년. Intersolve의 John Goodson, IBM의 Frank Pellow, Paul Cotton이 ODBC 3.0에 상당한 기여를 하였다.[3]
- 3.5: (대략) 1997년
- 3.8: (대략) 2009년 (윈도우 7과 함께)[4][5]

## 같이 보기
- GNOME-DB
- ADO.NET